# 稲垣正夫 (実業家)
稲垣 正夫（いながき まさお、1922年10月27日 - 2015年4月16日）は、日本の実業家。外務省勤務を経て1956年に広告代理店の旭通信社（現・ADKホールディングス）を創業した。
日本広告業協会副理事長、日本広告業厚生年金基金理事長などを歴任した。

## 来歴
- 1922年10月27日 - 愛知県豊橋市で生まれる[2]。
- 1956年3月 - 東京・目白を本店として、雑誌広告を中心に扱う広告代理店旭通信社設立[3]。同年5月、同社代表取締役社長に就任。
- 1992年3月 - 同社代表取締役会長に就任。
- 1993年2月 - 同社代表取締役社長を兼務。
- 1996年3月 - 社長の座を多氣田力に譲る。
- 1999年1月 - 旭通信社と第一企画が合併[3]、アサツー ディ・ケイ社長に就任。
- 2008年 - 第53回日本宣伝大賞受賞[4]。
- 2010年3月 - 同社代表取締役創業者に就任。
- 2011年3月 - 同社相談役創業者に就任。
- 2015年4月16日 - 心不全のため死去[3]。92歳没。

## 栄典
- 藍綬褒章（1990年）[2]